# 유옥렬
유옥렬(1973년 3월 1일 ~ )은 대한민국의 체조 선수이다. 2회의 세계 선수권 도마 챔피언(1991, 1992)이며, 1992년 바르셀로나 올림픽 도마 동메달리스트이다.